# アルミランテ・ファン・デ・ボルボーン (フリゲート)
アルミランテ・ファン・デ・ボルボーン（スペイン語：Almirante Juan de Borbón F-102）は、スペイン海軍のフリゲート。アルバロ・デ・バサン級フリゲートの2番艦。艦名はファン・デ・ボルボーンに由来する。

## 艦歴
「アルミランテ・ファン・デ・ボルボーン」は、イージスシステム搭載型フリゲートとしてイサルフェロル造船所で建造され、2002年2月28日進水、2003年12月3日に就役した。
2004年9月、アメリカ海軍のアーレイ・バーク級ミサイル駆逐艦「DDG-91 ピンクニー」とともにミサイル発射試験を実施した。
2006年9月8日、レバノン紛争の停戦後に平和維持活動のため周辺海域に派遣され、同年11月12日に無事に任務を終え帰還する。
2007年2月、ガリバー07演習に参加。
2008年8月、黒海での演習のためにアメリカ海軍「FFG-50 テイラー」、ドイツ海軍「F214 リューベック」、ポーランド海軍「ORP ゲネラウ・カジミェシュ・プワスキ」から成るNATO所属艦艇と共にボスポラス海峡を通過した。これらは2007年10月時点で既に予定されていた演習だが、南オセチア紛争の当事者であるロシアが情勢への影響に対して懸念を表明した。